# Proteagailovca, Tighina
Proteagailovca este un sat din componența municipiului Bender, Republica Moldova.
În sat este amplasat obiectivul „Izvor – havuz”, o arie protejată din categoria monumentelor naturii de tip hidrologic.
Conform recensământului din anul 2004, populația localității era de 3.142 locuitori, dintre care 756 (24,06%) moldoveni (români), 658 (20,94%) ucraineni și 1.482 (47,16%) ruși.